# EARTH 2150
Earth 2150は2000年にポーランドのReality Pump氏とSSI社が制作したフル3Dリアルタイムストラテジーゲームである。
前作に2DRTSのEarth 2140がある。
日本では発表されなかったため日本での知名度はほとんどない。
時代は22世紀、地球と宇宙を舞台にUCS(United Civilized States)とED(Eurasian Dynasty)そしてLC(Lunar Corporation）の三大勢力が拮抗する。プレーヤーは資源を集め、建物や軍事ユニットを建設し敵基地に侵攻する。テクノロジーの開発や建物やユニットの改造などができる。ユニットの隠蔽や侵攻のために地下を掘ることも可能だ。
後に同じエンジンを使用して制作された「Earth 2150：Escape from the Blue Planet」、「Earth 2150：The Moon Project」、「Earth 2150：Lost Souls」が発売された。